# Castore (piroscafo)
Il piroscafo Castore fu una nave passeggeri di proprietà della compagnia di navigazione De Luchi-Rubattino di Genova.
Acquistato unitamente ad una nave gemella battezzata Polluce fece inizialmente rotte tra Italia e Francia per poi essere impiegata sulla rotta Genova-Porto Torres dal 1856. Fece naufragio il 4 dicembre dello stesso anno vicino all'isola di Lavezzi in Corsica: date le avverse condizioni del mare, il capitano Bosio decise di passare fra l'isola e la costa, dove la nave urtò una secca.
Stessa sorte era già toccata alla nave sorella, affondata il 17 giugno 1841 al largo di Piombino, nelle vicinanze dell'isola d'Elba.

## Caratteristiche
Il Castore era lungo circa 50 metri con 183,74 tonnellate di stazza. Costruita nei cantieri Normand di Le Havre, costò circa un milione di lire dell'epoca.
La propulsione era affidata ad un motore Barnes a vapore da 160 cavalli, che muoveva le due ruote a pale, e poteva raggiungere una velocità di 10 nodi.
Il piroscafo poteva trasportare 90 passeggeri, divisi in due classi.